# Bundesstrasse 113
Bundesstrasse 113 är en 34 kilometer lång förbundsväg i de tyska förbundsländerna Mecklenburg-Vorpommern och Brandenburg. Vägen börjar i orten Ramin (Mecklenburg-Vorpommern) och går till den tysk-polska gränsen i orten Mescherin, via staden Penkun. 